# Estátua do amendoim de Jimmy Carter
A estátua do amendoim de Jimmy Carter (em inglês:  Jimmy Carter Peanut Statue) é um monumento localizado em Plains, Geórgia, Estados Unidos. Construída em 1976, a atração de beira de estrada retrata um grande amendoim com um grande sorriso, e foi construída para apoiar Jimmy Carter durante a eleição presidencial nos Estados Unidos em 1976.

## História
A estátua foi encomendada pelo Partido Democrata de Indiana durante a eleição presidencial nos Estados Unidos em 1976 para apoiar a campanha do candidato democrata Jimmy Carter por Indiana. A estátua, um amendoim de 13
-pé (4,0 m), faz referência à carreira anterior de Carter como produtor de amendoins. De acordo com o The New York Times, a estátua é feita de "aros de madeira, tela de arame, papel-alumínio e poliuretano". O amendoim apresenta um sorriso, inspirado no de Carter, pelo qual ele era conhecido durante a campanha. A estátua é a segunda estátua mais alta de um amendoim do mundo, com o "Maior Amendoim do Mundo" localizado a vários quilômetros de distância em Ashburn, Geórgia. A estátua estava inicialmente localizada na estação ferroviária em Plains, mas em 2000, foi danificada em um acidente de carro e, após reparos, foi movida para uma área ao longo da Georgia State Route 45, perto da Igreja Batista onde Carter lecionava na Escola Dominical. Em certa época, a estátua apresentava um grande buraco na parte traseira, que, segundo a lenda urbana, foi aberto pelo Serviço Secreto dos Estados Unidos para garantir que não houvesse explosivos ou assassinos na estátua.

## Manutenção e recepção
A cada poucos anos, a estátua é repintada na tonalidade de "amendoim" por Michael Dominik. Jimmy Carter admitiu que não gosta do sorriso do amendoim. Jill Stuckey, a superintendente do Parque Histórico Nacional Jimmy Carter, afirmou que Carter "odiava" a estátua, que fica na rota entre sua casa e a igreja que ele frequentava semanalmente. Apesar dos supostos sentimentos de Carter em relação à estátua, ela se tornou um símbolo da cidade e uma atração de beira de estrada. Em 2010, a Time a listou como uma das 50 principais atrações de beira de estrada americanas.
A partir de 2018, imagens da estátua foram usadas na cultura dos memes da internet, com muitas imagens da estátua sendo caracterizadas como cursed images.